# Ahmed Raouf
Ahmed Raouf (sinh ngày 15 tháng 9 năm 1982) là một cầu thủ bóng đá người Ai Cập thi đấu cho câu lạc bộ Ai Cập Wadi Degla.
Raouf từng là thành viên của Đội tuyển bóng đá quốc gia Ai Cập tham dự Cúp Liên đoàn các châu lục 2009 và vô địch Cúp bóng đá châu Phi 2010. Anh cũng thi đấu 5 trận ở vòng loại FIFA World Cup 2010.

## Danh hiệu
- Vô địch Cúp bóng đá châu Phi Angola 2010
- Vô địch Cúp bóng đá Ai Cập (2011) thi đấu cho ENPPI